# Гаї-Дітковецькі
Га́ї-Ді́тковецькі — село в Україні, у Бродівській міській громаді Золочівського району Львівської області. Село Гаї-Дітковецькі, а також Гаї, Гаї-Смоленські та Дітківці були підпорядковані Гаївській сільській раді, від 2020 року — у складі Бродівської міської громади. Населення становить 446 осіб.

## Населення
За даними перепису населення 2001 року у селі мешкало 533 особи, у 2005 році — 515 осіб, у 2022 році — 446 осіб.
Мова
Розподіл населення за рідною мовою за даними перепису 2001 року був наступним:
| українська | 525 | 98,50 |
| російська  | 3   | 0,56  |
| вірменська | 5   | 0,94  |

## Географія
Село Гаї-Дітковецькі розташоване за 112 км від обласного центру, за 48 км від районного центру та за 12 км від центру громади. Відстань до найближчої залізничної станції Броди становить 12 км.

## Назва
Поселення «Гаї» виникло у лісі і було там початково лише 8 дворів. Через те, що це невеличке поселення межувало з с. Дітківці, то воно отримало назву «Гаї-Дітковецькі».

## Історія
Історія села Гаї-Дітковецькі налічує лише декілька століть.
Поблизу села, в урочищі Соколівка, було відкрито археологічну пам'ятку із підйомним матеріалом кам'яних виробів, що датується добою пізнього палеоліту (20-15 000 років до Р. Х.). Відомо, що територія села заселялася ще у заключний період кам'яної доби, про що свідчать нечисленні знахідки кам'яних виробів на околицях села. 17 000 роками до Р. Х. датуються пам'ятки знайдені в урочищі Поле — поселення та майстерня з виробництва різних знарядь праці, що належать до доби мезоліту, а саме до незвисько-молодовської етнокультурної спільноти. Кам'яні вироби, що складають більшість знахідок представлені, як правило, макролітичними формами.
Згодом ліс та навколишні землі опинилися у власності пана Радзійовського. Новий власник наказав вирубати ліс. Після того територію поселення почали заселяти люди. Вже на початку XIX століття в селі мешкало 40 родин. В користування сільської громади було 400 моргів землі, у власності пана було — 1000 моргів землі та 600 моргів лісу та у церковній власності було 150 моргів землі.
Від 1912 року місцеві мешканці, через відсутність роботи, подалися до Бродів. Люди ходили пішки до міста, де працювали по 12 годин на день, за що отримували мізерну платню.
У 1914 році розпочалася перша світова війна. Влітку 1916 року до села увійшло російське військо. Тут дислокувалася 105-а піхотна дивізія Російської імператорської армії, до складу якої входили 417-й Луганський, 418-й Олександрівський, 419-й Аткарський та 420-й Сердобський піхотні полки. У 1917 році в селі відбулися революційні мітинги підбурювані агітаторами. Протягом листопада 1917 — березня 1918 років село залишалося без влади. У березні 1918 року до села знов увійшло австрійське військо. 1919 року в селі збудовано церкву Святого Дмитрія.
Під час польсько-радянської війни село зайняте підрозділами Червоної армії. Наприкінці липня 1920 року в селі був створений перший орган радянської влади — комітет сільської бідноти. У серпні того ж року через село проходила Перша кінна армія Семена Будьонного, що прорвала лінію фронту у районі Рівного та переслідувала польські війська, що відступали, але поразка та великі втрати червоної кінноти наприкінці серпня — початку вересня 1920 року під Замостям зірвало реалізацію їхнього плану широкомасштабного рейду на Варшаву. І вже поляки спільно з Дієвою Армією УНР переслідували частини супротивника, що відступав. Попри усі успіхи на фронті, просування польсько-українських військ було зупинене через укладання польсько-радянського перемир'я. Згодом село зайняли польські війська. По обох війнах село зазнало значних руйнувань, через що в одному будинку мешкало тоді по чотири родини.
У 1926 році відбулися перші вибори до місцевої ґміни. Виборців ділили на чотири класи (кола): перший — багатоземельні (18 родин), другий — селяни з меншою кількістю землі (65 родин), третій — малоземельні (170 родин) та четвертий — безземельні селяни (230 родин). В Гаях-Дітковецьких, на той час декілька селян належало до КПЗУ, зокрема, секретар сільської ґміни Василь Целестинович Демчук. Тоді в селі з'явилися клуб, читальня, магазин. Розпочали роботу співочий та драматичний гуртки.
10 березня 1929 року парохом місцевої церкви став о. Іван Татаринський. З його появою в селі почалося духовне відродження. За його ініціативи в селі був збудований Народний дім, у якому згодом відкрилася читальня «Просвіти» та декілька кооперативів. У 1931 році за сприяння о. Івана Татаринського біля церкви був насипаний триметровий символічний курган-могилу та встановлено високий дерев'яний хрест в пам'ять про односельців, полеглих у першій світовій війні та в боротьбі за волю України у 1918—1920 роках. Могилу відновлено у 1990 році.
У 1939 році в селі було закладено фундамент під нову церкву, але її будівництву перешкодив вибух війни. З початком Другої світової війни до польського війська було призвано 12 місцевих мешканців. Наприкінці вересня 1939 року село було окуповане Червоною армією. З приходом радянської влади у 1939 році в сусідньому селі Гаї утворена Гаївська сільська рада, до складу якої увійшли й Гаї-Дітковецькі. Навесні 1940 року в селі був організований колгосп імені Т. Г. Шевченка, до якого на початках увійшло 38 дворів. Головою новоствореного колгоспу було призначено місцевого мешканця Онуфрія Пушку, а бухгалтером — Василя Демчука. У 1941 році до колгоспу додалося ще 50 дворів.
Разом з радянськими військовими частинами до села увійшов й підрозділ НКВС. 1940 року за звинуваченнями у антирадянській діяльності було заарештовано о. Івана Татаринського разом з п'ятьма односельцями — О. Вислоцьким, С. Підачем, М. Кошубою і братами Андрашеками та ув'язнено у Львівській тюрмі № 3, що тоді містилася у Золочівському замку. У цій тюрмі під час відступу радянських військ у 1941 року разом з іншими в'язнями було закатовано й о. Івана Татаринського.
У червні 1941 року до села вступили німецькі окупаційні війська. Мешканців села було зігнано до хліва Івана Палехи і протримано там дві доби, а бухгалтера місцевого колгоспу Василя Демчука із сином заарештувало гестапо, звідки вони вже не повернулися. Окупаційна влада відкрила в селі трикласну школу, навчання у якій проводилося німецькою мовою. Всю худобу та майно селян німці узяли під суворий облік, тобто не було можливим ані продати корову, ані забити свиню. За невиконання селянами наказів окупаційної влади, усе їх майно підлягало конфіскації, а родина вивозилася на примусові роботи до Німеччини. Таким чином до Третього Рейху було вивезено 70 родин.
30 червня 1941 року у Львові було проголошено про відновлення української держави та сформовано органи державного управління, зокрема, Крайову раду на чолі з Я. Стецьком. Події у Львові не залишилися непоміченими на теренах Львівщини. Так, у Гаях-Дітковецьких Теофіл Тереховський підтримав створення Української держави та очолив сільську раду. Вже на початку липня 1941 року окупаційна влада заборонила діяльність українських органів влади. Проведено масові арешти членів ОУН, а 12 липня було заарештовано Я. Стецька. Щоби не опинитися у в'язниці Т. Тереховський був змушений піти на співпрацю з окупаційної владою та очолити сільську комендатуру української поліції. Після відступу німців у 1944 році вступив до лав УПА. У середині липня 1944 року село та найближчі його околиці були піддані масованому бомбардуванню радянською авіацією, під час яких село зазнало значних руйнувань. Наприкінці 1944 року село було звільнено з-під німецької окупації. У березні 1946 року «Вишневий», таке псевдо отримав Т. Тереховський, загинув у нерівному бою зі «стрибками» поблизу гори Макітра.
У перші повоєнні роки відновилося навчання у сільській школі, а через те, що під час війни школа згоріла, то діти навчалися у приміщенні колишньої плебанії та по сільських хатах, зокрема, у хатах Якима та Теодозії Романюків, Якима Тереховського, Іллі Полехи, Янка Демчука, Андрія Галіни. Першим директором школи у повоєнний час став Лозович Костянтин Миколайович. У 1945—1947 роках діяла шестирічна школа, а від 1947 року — стає семирічною. У 1985 році здано в експлуатацію будівлю нової школи. А на території колишньої школи розташована нова церква, будівництво якої було завершене у 2001 році.
У 2004 році село повністю газифіковане. Загальна протяжність газогону складає 14 км.
У 2014 році, з початком російської агресії на сході України, пішли захищати кордони рідної держави: Богдан Демчук, Сергій Забвоцький, Василь Гаврилюк, Руслан Крохмаль, Володимир Романюк, Любомир Проказюк та інші.
У 2017 році від траси Броди-Тернопіль, у межах села, державним коштом прокладено 4 км асфальтового покриття, відновлено автобусну зупинку біля школи.
26 серпня 2018 року освячено відновлену могилу біля обійстя Ореста Стрючевського та новозбудований в'їзний знак села Гаї-Дітковецькі.
12 червня 2020 року, відповідно до розпорядження Кабінету Міністрів України № 718-р «Про визначення адміністративних центрів та затвердження територій територіальних громад Львівської області», село увійшло до складу Бродівської міської громади.
19 липня 2020 року, в результаті адміністративно-територіальної реформи та ліквідації Бродівського району, село увійшло до складу новоствореного Золочівського району.

## Освіта
Школа в Гаях-Дітковецьких існувала ще за часів Австро-Угорщини була вона чотирикласною та знаходилася у садибі Василя Дзвіника. Навчання у ній тривало чотири роки, але документ видавався випускникові про те, що закінчено лише два класи. По закінченню школи діти з бідних селянських сімей не мали змоги продовжувати навчання у Бродівській гімназії через відсутність коштів на його оплату. Через те батьки віддавали своїх дітей на навчання до шевця, кравця, столяра, коваля, аби дитина навчилася будь-якому ремеслу, а платили за навчання натурою, тобто продуктами, зерном тощо.
У міжвоєнний період школа продовжувала працювати у цій ж самій садибі. Приміщення школи було поділене навпіл. В одній частині навчалися діти, а у іншій мешкали вчителі. У 1930-х роках тут вчителювала Марія Янківська. Уроки праці та фізкультури проводив її чоловік. Вчителі були на державному утриманні. Навчання тривало чотири роки і проводилося у дві зміни. Учні вивчали лише три дисципліни (науки): польську та українську мови, лічба (лічити вчились до 10). У першому класі учні писали на дощечках рисіком, а витирали табличку подушечкою. У старших класах вже писали у зошитах. Раз в тиждень священик Іван Татаринський викладав науку релігії. Оцінки ставили словесні: «добре», «дуже добре», «достатньо». Домашніх завдань не давали. По закінченню школи видавалося шкільне свідоцтво. У цей час до школи було ходити не обов'язково. Бувало й таке, що коли дітям було важко навчатися, вони залишали школу. За порушення дисципліни дітей наказували двома ударами лінійки.
Під час першого приходу Совітів у 1939 році, школа залишилася у цій таки будівлі і навчальний процес тривав далі до 1941 року, але польська мова та релігія вже не викладалися.
Періодично продовжувалось навчання і під час німецької окупації у 1941—1944 роках. Дітей навчали української і німецької мов та лічбі. У приміщенні школи було чотири класи. До школи зранку ходили 3-4 класи, а по обіді — 1-2 класи. В класній кімнаті, що вміщувала до 40 учнів, висіли дві класні дошки, через те, що в класі навчалися два класи одночасно. В школі працювало два вчителі — одну із них кликали Никонівна. На той час одночасно вчителем і директором школи був Лящук Володимир Іванович. Викладалися у школі й уроки релігії, які проводив отець Сірко. В цей час у селі діяв дитячий хор, який з святковою програмою виступав у Підкамені. Школярі брали участь в урочистих процесіях з нагоди релігійних свят, у хресній ході до могили січових стрільців. У 1944 році приміщення школи згоріло.
У перші повоєнні роки навчання відновилося, але вже у приміщенні колишньої плебанії та по сільських хатах, зокрема, 1-2 класи навчалися в хаті Панька Палехи, 3-4 класи — в хаті Якима та Теодозії Романюків та 5-6 класи — у хаті Гаврила Тереховського. Вчителювали у ній, на той час, Полеха Ольга Іванівна, Лящук Ірина Іванівна, а згодом й Бобики Володимир Іванович та Надія Іванівна. Першим директором школи у повоєнний час став Лозович Костянтин Миколайович. У 1945—1947 роках діяла шестирічна школа, а від 1947 року — стає семирічною. У 1950 році до школи на посаду бухгалтера прийшла працювати Кашуба Ярослава. Приблизно з цього часу почали проводитись роботи з добудови та реконструкції колишньої плебанії під приміщення школи.
У 1954 році будівля школи була вже П-подібної форми, де усередині знаходилось велике подвір'я. Ще до 1962 року навчання окремих класів проводилось у декількох сільських хатах, через те, що кількість учнів була надто великою.
У 1959—1985 роках школа стала восьмирічною. Наприкінці 1980-х років школа була закрита, натомість у центрі села, з нагоди святкувань 40-ліття Перемоги у Великій Вітчизняній війні, у 1985 році відкрито нову двоповерхову школу. В приміщенні школи розміщено 11 просторих класних кімнат, шкільна майстерня, спортзал, бібліотека та їдальня. У грудні 2008 року в школі обладнано новий комп'ютерний клас. Від 1985 року навчання у школі триває 9 років.
Рішенням сесії Бродівської районної ради № 62 від 05.01.2016 року Гаї-Дітковецька ЗОШ I-II ступенів Бродівської районної ради Львівської області реорганізована у Гаї-Дітковецький навчально-виховний комплекс «Загальноосвітня школа I-II ступенів — дошкільний навчальний заклад».
Рішенням сесії Бродівської міської ради № 149 від 18 лютого 2021 року Гаї-Дітковецький навчально-виховний комплекс перейменовано у «Гаї-Дітковецький заклад загальної середньої освіти I-II ступенів з дошкільним підрозділом Бродівської міської ради Львівської області»
У різні часи директорами школи були:
- Лозович Костянтин Миколайович;
- Мостовий Михайло Павлович;
- 1952—1953 — Прокопенко Віра Степанівна;
- 1953—1961 — Прокопенко Андрій Федорович;
- 1962—1965 — Зварич Галина Степанівна;
- 1965—1966 — Щербина Стефанія Петрівна;
- 1966—1968 — Сокальський Петро Григорович;
- 1968—1971 — Козак Василь Михайлович;
- 1971—1973 — Гуліновський Василь Іванович;
- 1973—1992 — Антонишин Ольга Дмитрівна;
- від 1992 — Ковальчук Василь Михайлович.

Відомі випускники школи: Дмитро Нестерович Лящук, Володимир Павлович Гудима, Микола Дмитрович Довбета, Ярослав Михайлович Романюк, Тереза Григорівна Іллів, Ярослав Васильович Руцький та інші.

## Пам'ятки
- Церква Святого Дмитра. Попередня дерев'яна церква походила з 1879 року[14], освячена 1897 року, перебудована у 1908 році[15]. Під час першої світової війни згоріла і лише 1919 року збудовано нині існуючу тимчасову дерев'яну каплицю. На захід від неї розташована мурована двоярусна дзвіниця[14]. Церква перебуває у користуванні релігійної громади УГКЦ Святого Великомученика Димитрія, яка утворена у 1991 році (парох о. Микола Мазурчук).
- Церква святого великомученика Димитрія Солунського, перебуває у користуванні релігійної громади ПЦУ Святого Великомученика Димитрія Солунського, яка утворена у 1992 році (парох о. Ігор Теслюк).
- Пам'ятник королівській дорозі на Брідщині, встановлений поблизу села Гаї-Дітковецькі, при колишній дорозі між Великим князівством Литовським та Польським королівством (шлях від Старих Бродів до Кременця через Дітківці, Гаї-Дітковецькі, Дружбу, Лідихів). Він складається з двох гранітних плит, які стоять по краях композиції, а посередині знаходиться кам'яний хрест-пам'ятник на згадку про скасування панщини у 1848 році[16].
- Фігура «Благовіщення», встановлена у 1906 році при в'їзді в село, надпис на якій свідчить про те, що фундаторами її встановлення були Гаврило та Ігнатій Романюки. Відновлена у 2018 році.

Світлини пам'яток села Гаї-Дітковецькі
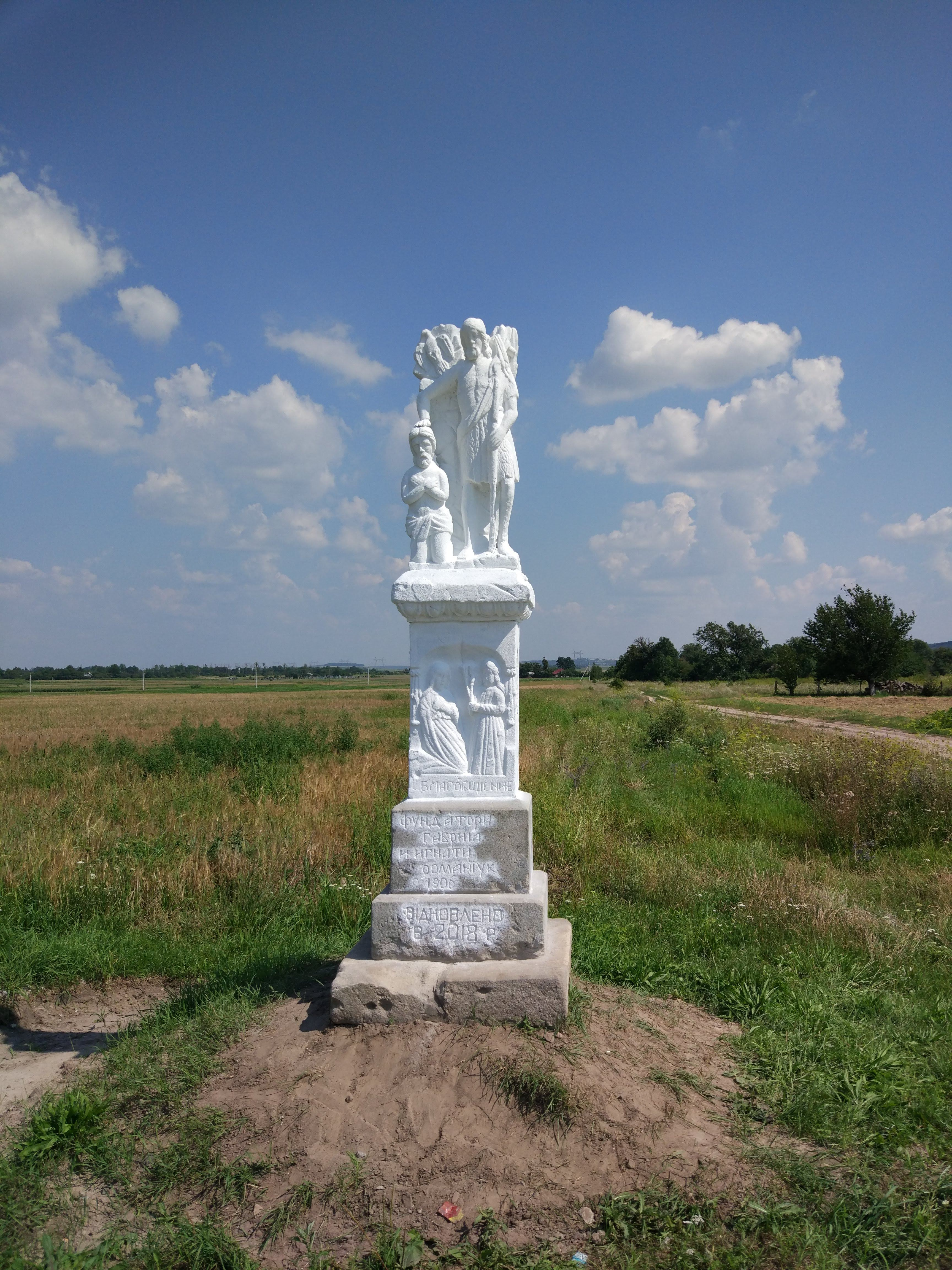
Фігура «Благовіщення» при в'їзді в село
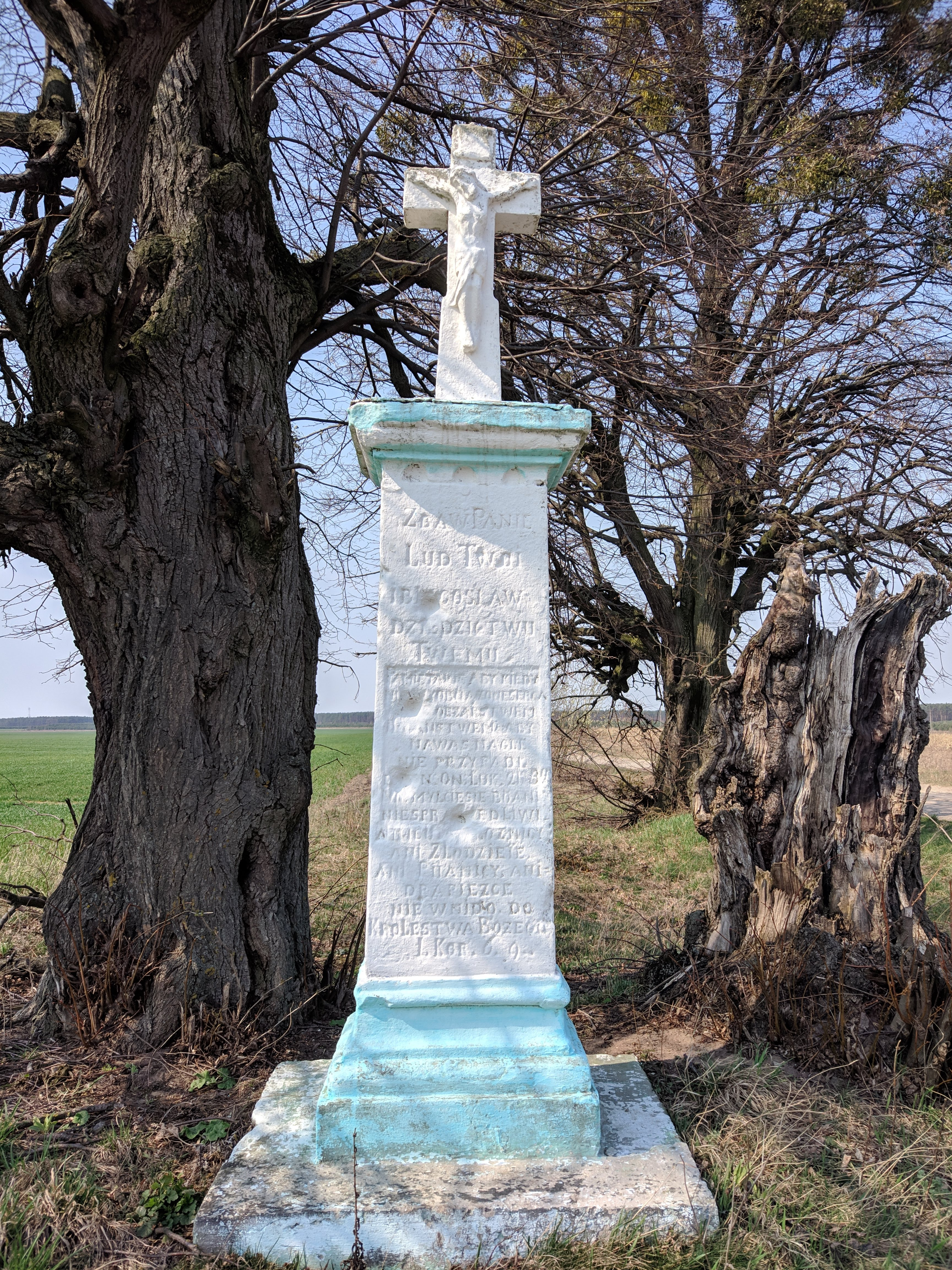
Пам'ятний знак «Хрест Свободи» (1848)
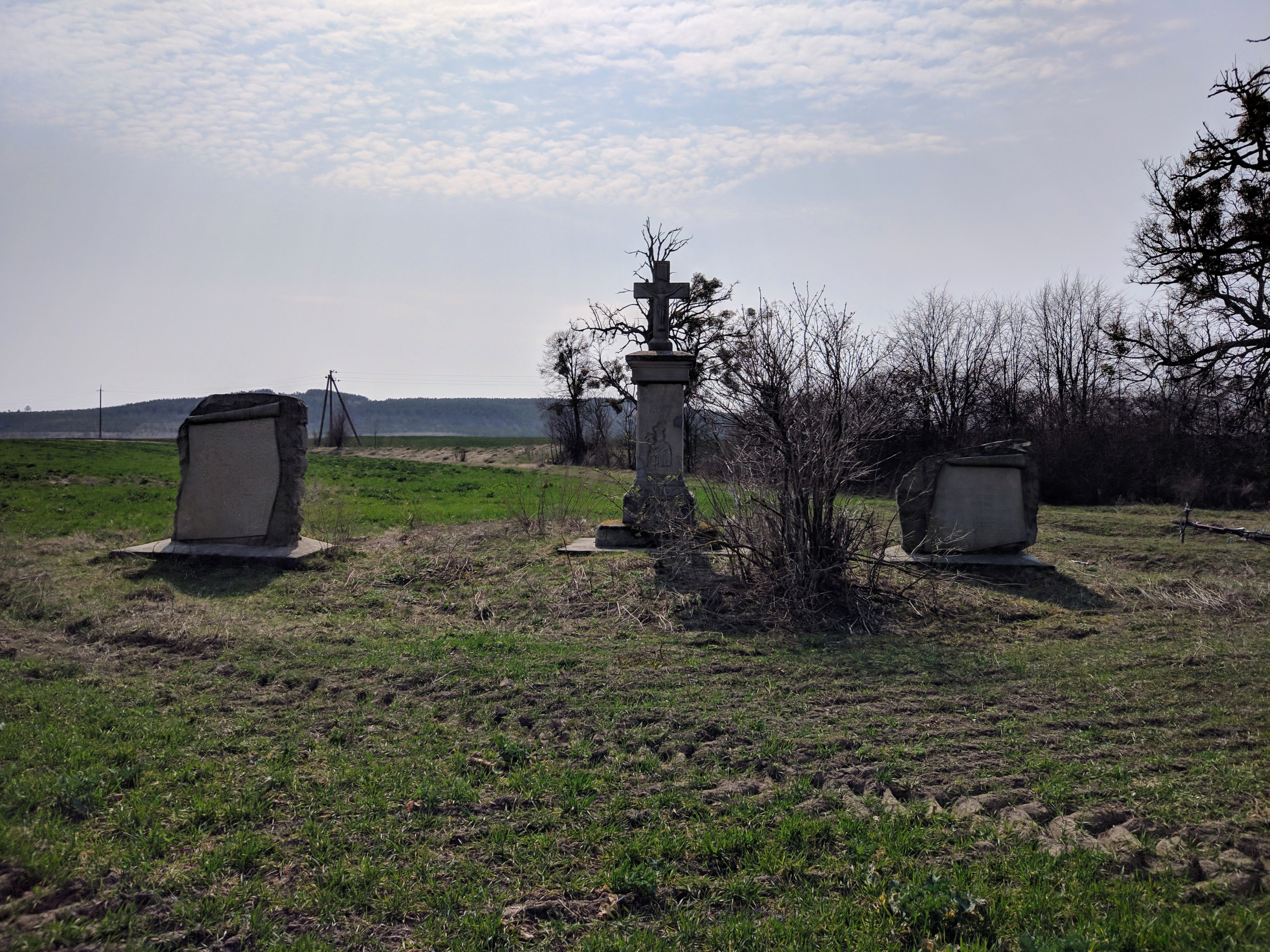
Пам'ятник Королівський дорозі
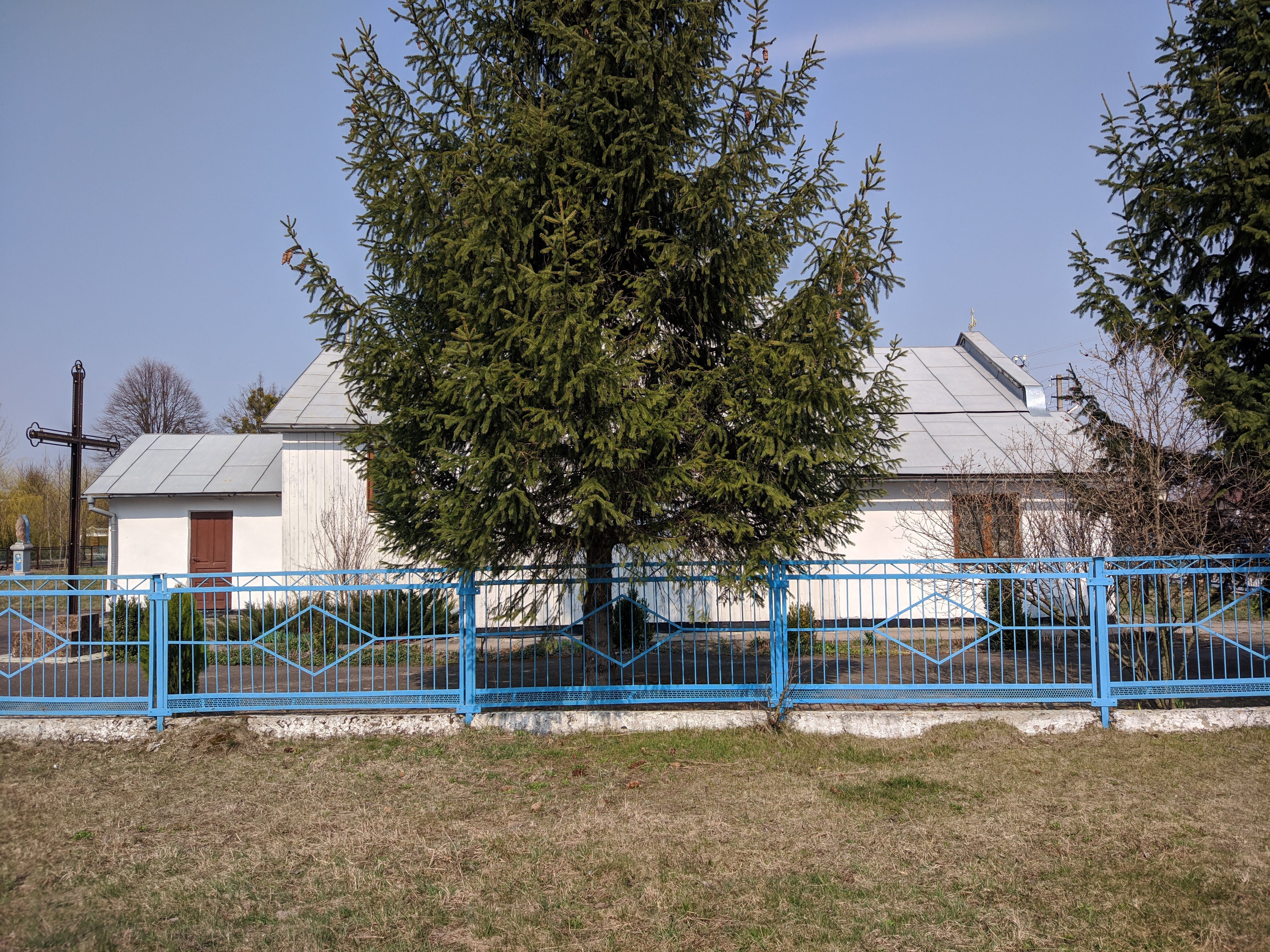
Церква Святого Дмитра
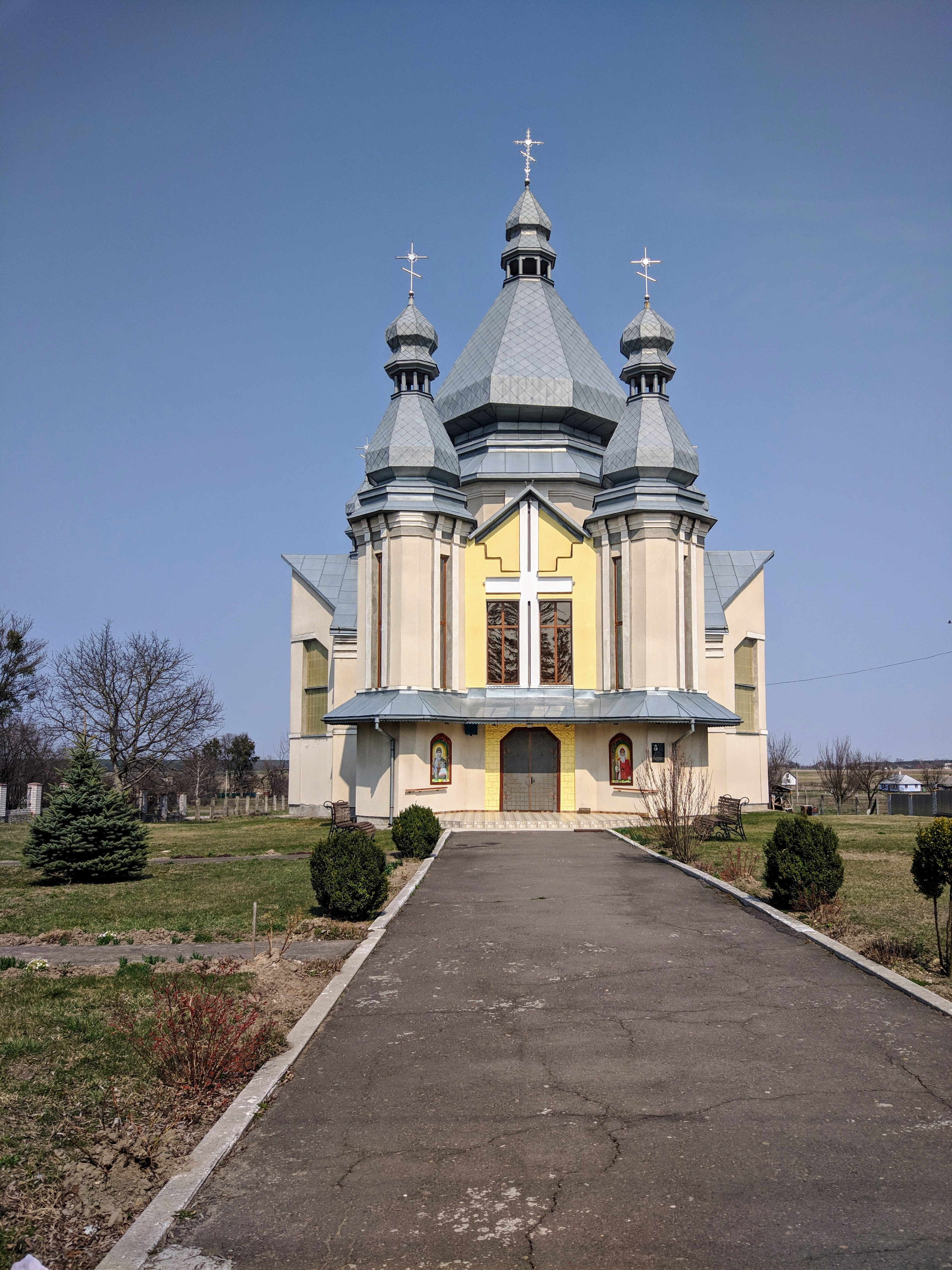
Церква святого великомученика Димитрія Солунського

## Відомі люди
- Вислоцький Олександр Гнатович — український громадський і політичний діяч, колишній корпусу Січових Стрільців Армії УНР. Мешкав в селі на Парцелях у 1920-х-1930-х роках.
- Горобець Костянтин Зіновійович (23 серпня 1975 — 27 серпня 2023, Роботине, Запорізька область) — український військовик, старший солдат, старший механік-водій 2 розвідувального відділення 3-ої бригади оперативного призначення НГУ. Учасник російсько-української війни. Вважався зниклим безвісти з 27 серпня 2023 року. Похований у селі 24 травня 2024 року[17][18].
- Лящук Дмитро-Мар'ян Несторович — український науковець в галузі геофізики, кандидат геолого-мінералогічних наук, член-кореспондент Української національної геологічної академії, член Українського геологічного товариства.
- Мельничук Ярослав Степанович — український радянський науковець, історик, кандидат історичних наук, провідний спеціаліст з історії Польщі XVII століття.
- Романюк Ярослав Михайлович — український правник, Голова Верховного Суду України (2013—2017). Заслужений юрист України[19].
- о. Іван Татаринський — український церковний діяч, священник УГКЦ, парох в села Гаї-Дітковецькі у 1929—1940 роках, жертва радянських репресій. Слуга Божий.
- Целюх Василь Пилипович (псевдо — «Береза»; нар. 1927) — вояк УПА. У жовтні 1944 року мобілізований до сотні УПА «Волі», де вивчав військову справу. Засуджений 25 вересня 1946 року. Реабілітований 14 листопада 1991 року[20].

## Спорт
2012 року в селі відбулося відкриття та освячення нового стадіону. У 2018 році ФК «Гаї-Дітковецькі» виборов перше командне місце у першості Бродівського району з футболу.